# Тростянецька селищна територіальна громада
Тростянецька селищна громада — територіальна громада в Україні, в Гайсинському районі Вінницької області. Адміністративний центр — селище Тростянець.
Площа громади — 80,01 км², населення — 8331 мешканець (2018).
Утворена 6 лютого 2018 року шляхом об'єднання Тростянецької селищної ради та Демидівської сільської ради Тростянецького району.
12 червня 2020 року Тростянецька селищна громада утворена у складі Тростянецької селищної та Будівської, Глибочанської, Гордіївської, Демидівської, Ілляшівської, Капустянської, Летківської, Олександрівської, Оляницької, Савинецької, Тростянчицької, Четвертинівської сільських рад Тростянецького району.

## Населені пункти
До складу громади входять 27 населених пунктів — 7 селищ (Тростянець, Глибочанське, Демківське, Довжок, Дубина, Зелений Довжок, Ладижинське) і 20 сіл: Буди, Велика Стратіївка, Глибочок, Гордіївка, Демидівка, Демківка, Ілляшівка, Капустяни, Китайгород, Красногірка, Летківка, Митківка, Олександрівка, Оляниця, Підлісне, Савинці, Северинівка, Скибинці, Тростянчик, Четвертинівка.